# Kościół Chrystusa Króla w Bażanach
Kościół Chrystusa Króla w Bażanach – rzymskokatolicki kościół parafialny znajdujący się we wsi Bażany w gminie Kluczbork, należący Parafii Chrystusa Króla w Bażanach, w dekanacie kluczborskim, w diecezji opolskiej.

## Historia kościoła
Budowa kościoła w Bażanach od początku napotykała na trudności, co było związane z okresem w jakim mieszkańcy wsi postanowili wybudować świątynię. Już na etapie otrzymania pozwolenia przeciwni temu byli członkowie NSDAP oraz władze powiatowe. Ostatecznie gdy otrzymano już zgodę na budowę, wykonanie projektu kościoła powierzono architektowi Alfonsowi Weigerowi z Kressbronn w Bawarii, a prowadzenie prac budowlanych zlecono mistrzowi budowlanemu z Kluczborka - Schmitdowi.
Tuż przed wybuchem II wojny światowej wmurowano kamień węgielny, którego dokonał proboszcz z Łowkowic ksiądz Wilhelm Schampera. W 1940 roku zakończono budowę.
30 sierpnia 1942 roku konsekracji kościoła dokonał ks. bp Józef Ferche, sufragan wrocławski.
Do 1986 roku świątynia była kościołem filialnym parafii Świętej Trójcy w Bogacicy, z której 7 października 1986 roku została wyodrębniona tworząc odrębną parafię. W 1975 roku kościół został poddany remontowi, m.in. zmieniono wystrój prezbiterium, a poświęcenia nowego ołtarza dokonał ksiądz biskup Antoni Adamiuk, ówczesny biskup pomocniczy diecezji opolskiej.

## Architektura i wystrój wnętrza
Wybudowana świątynia była bardzo nowoczesna i funkcjonalna. Zbudowana została ona na rzucie prostokąta z węższym prezbiterium od strony wschodniej i wieżą od strony zachodniej. Dach kościoła oraz 29-metrowa wieża pokryte zostały dachówką. Wszystkie ściany zewnętrzne otynkowano. Wewnątrz kościół posiada konstrukcję bazylikową. Jego sklepienie oparte jest na drewnianych filarach. Do prezbiterium przylegają dwa pomieszczenia, jedno to zakrystia, a drugie to pomieszczenie katechetyczne. Ołtarz główny, ołtarze boczne, balaski, ambona, chrzcielnica i posadzka wykonane zostały z marmuru śląskiego przez firmę J.C.W. Haehnel Natursteinwerke. Metalowe tabernakulum, kielich, puszka, naczynia na oleje święte, monstrancja, kropielnice, świeczniki i lampy wykonane zostały przez Alberta Greinera złotnika z Wrocławia.
Zamontowane w 1940 roku organy wykonała firma Carla Berschdorfa z Nysy.
Witraż Chrystusa Króla z napisem w języku łacińskim "Jesum Christum Regem Regum Venite Adoremus", ufundowała jedna z mieszkanek Bażan a wykonał w 1940 roku artysta F. Mayer z Monachium. W ołtarzach bocznych widnieją drewniane figury św. Józefa i Matki Bożej. Ich autorem jest rzeźbiarz F. Schink z Bytomia. Jest on również autorem figury Chrystusa Króla na krzyżu, płaskorzeźby św. Jadwigi oraz stacji Drogi Krzyżowej. Piękne są ponadto mozaiki zdobiące ołtarze boczne oraz fronton kościoła. Do mensy ołtarzowej wmurowane zostały relikwie świętych męczenników Maurycego i Urszuli. Na wieży wiszą trzy dzwony odlane w Ludwisarni Felczyńskich w Taciszowie w roku 1990, 1991 i 1992. Ważą ok. 150, 280 i 500 kg. Noszą imiona: Przenajświętsza Trójca, św. Jan Chrzciciel i Chrystus Król. Ponad nimi wisi nieużywana sygnaturka.